# Tecuala, Nayarit
Tecuala là một đô thị thuộc bang Nayarit, México. Năm 2005, dân số của đô thị này là 37234 người.